# Poh Bergong
Poh Bergong is een bestuurslaag in het regentschap Buleleng van de provincie Bali, Indonesië. Poh Bergong telt 2867 inwoners (volkstelling 2010).